# Militair Kruis van Verdienste (Mecklenburg-Schwerin)

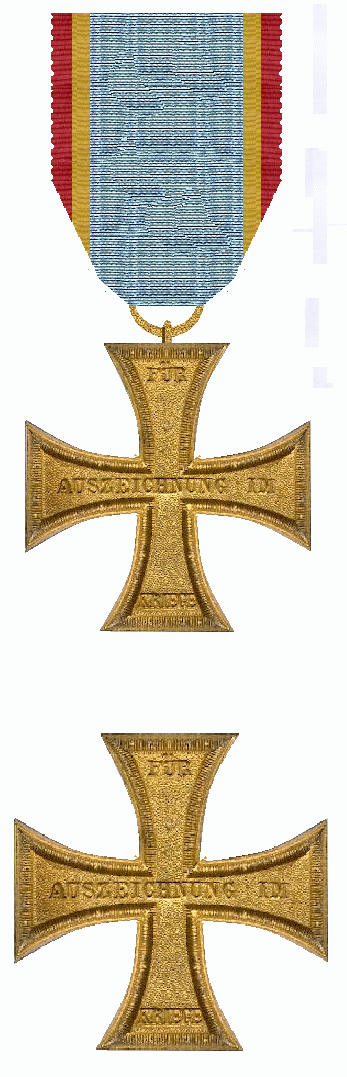
Kruisen der Ie en IIe Klasse voor combattanten

Het Militair Kruis van Verdienste (Duits: Mecklenburgische Militärverdienstkreuz) van het groothertogdom Mecklenburg-Schwerin was een van de vele onderscheidingen die in de Duitse staten tijdens de 19e eeuw werden ingesteld.

## Geschiedenis
De onderscheiding werd op 5 augustus 1848 door groothertog Frederik Frans II van Mecklenburg-Schwerin ingesteld. In een besluit van 24 december 1870 werd bepaald dat het kruis in de toekomst ook aan non-combattanten zou worden verleend. Achter het front waren immers de etappes, hoofdkwartieren en verbindingsposten en zonder deze organisatie kon een moderne oorlog niet worden gevoerd. Zij die niet aan het front hadden gestaan droegen de orde aan het rode lint van de Huisorde van de Wendische Kroon.
Omdat ook dames een bijdrage aan de oorlogsvoering leverden werd op 1 mei 1871 vastgesteld dat ook zij voor de onderscheiding in aanmerking kwamen. Maximilian Gritzner noemt deze onderscheiding in zijn handboek een "orde" maar het is formeel altijd een onderscheiding gebleven. De in een orde gebruikelijke organisatie met ridders en een grootmeester ontbreekt.
Het versiersel is een bronzen kruis pattée in de vorm van het oudere Pruisische IJzeren Kruis. Op de voorzijde staan de woorden FÜR AUSZEICHNUNG IM KRIEGE. Op de keerzijde staat de groothertogelijke beugelkroon met in het midden de initialen  F F  (Friedrich Franz) en het jaartal 1848. De keerzijde van het kruis van de Ie Klasse is vlak.
Heren droegen de decoratie Ie Klasse aan een lint op de linkerborst, dames aan een strik op de linkerschouder.
De Ie Klase werd als steckkreuz op de linkerborst gedragen. Het was gebruikelijk om het IJzeren Kruis IIe Klasse helemaal vooraan op de rij van onderscheidingen te dragen. Ook de Mecklenburgers droegen hun onderscheidingen na dit Pruisische IJzeren Kruis dat min of meer het karakter van een nationale, keizerlijke, onderscheiding kreeg..
De Ie Klasse, een steckkreuz werd met een beugel op de achterzijde op het uniform of op de jas bevestigd. Alle onderscheidingen zijn van goudbrons en er zijn slechts geringe afwijkingen van de onderscheidingen bekend. Zo zijn sommige kruisen der Ie Klasse uit de Ie Wereldoorlog niet vlak maar licht gewelfd. Er zijn ook kruisen der Ie Klasse uit dezelfde periode die met een schroef en een tegenplaat aan de binnenzijde van de kleding werden vastgemaakt. In diezelfde Eerste Wereldoorlog werden ook kruisen der IIe Klasse vervaardigd met de tekst FÜR AUSZEICHNUNG IM KRIEG en het grammaticaal niet correcte FUR AUSZEICHNUNG IM KRIEGE zonder de umlaut. Deze beide kruisen zijn niet noemenswaardig zeldzamer dan de kruisen met het correcte opschrift.
De Ie Klasse werd alleen voor dienst aan het front toegekend. Dat kon in de landmacht, in de Keizerlijke Marine en ook bij de luchtmacht zijn.
Ondanks de wanhopige toestand van de Duitse oorlogseconomie en het grote tekort aan materialen aan het einde van de Eerste Wereldoorlog werden er van het Militair Kruis van Verdienste nooit kruisen in zink of andere oorlogsmetalen geslagen.
De kruisen werden ook als miniatuur aan een lintje of een fijne ketting gedragen op het revers van een rokkostuum en de gedecoreerden droegen op hun uniform een baton in de kleuren van het lint. Dergelijke miniaturen zijn meestal 16 millimeter hoog. Er was geen knoopsgatversiering voorzien maar deze kunnen wel zijn gedragen.
De onderscheiding werd maar zelden aan dames uitgereikt, er is een foto van een verpleegster met het Militair Kruis van Verdienste bekend maar de meeste kruisen waren voor dames uit de adel en hoge adel van Mecklenburg. De verpleegster zal de vele gewonde militairen hebben verzorgd. De Mecklenburgse regering maakte bij het decoreren van dames spaarzaam gebruik van het Militair Kruis van Verdienste, onderscheidingen met het Friedrich-Franz-Alexandra Kruis en later in de oorlog met het Friedrich-Franz Kruis komen vaker voor. Het Militair Kruis van Verdienste is afgebeeld op de keerzijde van het Friedrich-Franz Kruis.

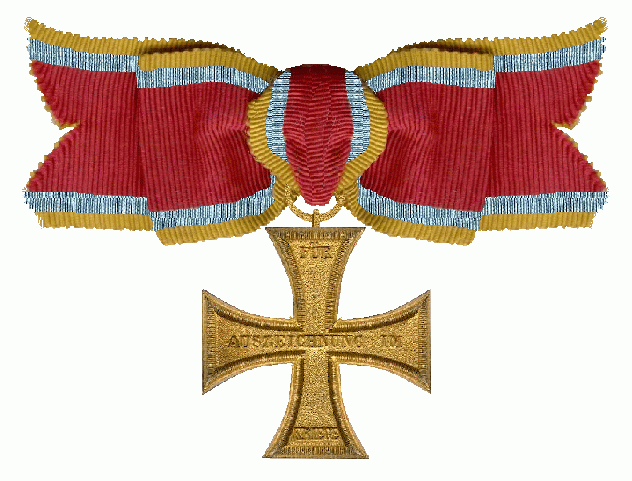
Kruis aan het civiele lint zoals dames het kruis droegen. Voor non-combattanten en dames was er geen Ie Klasse.

Over de laatste voordrachten werd pas in mei 1929 beschikt.

## Het lint
Militairen die dienst hadden gedaan aan het front droegen het kruis aan een lichtblauw lint met rood-gele biesen.
Het zijden lint voor de non-combattanten is ponceaurood met geel en blauwe biesen. Het is het lint van de Huisorde van de Wendische Kroon.
Ook de in heel Duitsland veel nagevolgde gewoonte om het lint van de non-combattanten het spiegelbeeld te laten zijn van dat van de strijders is in 1813 gevestigd door het IJzeren Kruis.
Op een dagelijks uniform droegen militairen een vierkant stukje lint in de kleuren van het lint hun onderscheiding om zo het bezit van het Militair Kruis van Verdienste aan te geven. Deze batons werden door de onderdanen van de Mecklenburgse Groothertog na die van het IJzeren Kruis en die van de twee Mecklenburgse ridderorden gedragen. Militairen van andere Duitse en bevriende staten droegen de batons na die van de ridderorden en na de batons van hun eigen land.
In Duitse staten waren de batons vierkant maar in sommige verbonden naties waren batons rechthoekig. De gedecoreerde militairen pasten de batons aan aan de voorschriften zoals die in hun regimenten golden.
Anders dan bij het IJzeren Kruis was het niet de gewoonte om het lint van het Militair Kruis van Verdienste in het knoopsgat van het uniform te dragen.

## De geschiedenis van het kruis
De Mecklenburgers volgden bij de instelling van deze onderscheiding vrij precies het voorbeeld van het Pruisische IJzeren Kruis. Beiden werden in twee klassen toegekend en beiden werden toegekend zonder rekening te houden met de militaire of maatschappelijke rang. In het Duitsland van de 19e eeuw telde de status van de ontvanger anders zwaar. Beide onderscheidingen werden toegekend voor specifieke campagnes, zoals aangegeven door een datum op het kruis. Maar er zijn meer versies van de Mecklenburg kruis dan van de Pruisische IJzeren Kruis (dat alleen werd toegekend door Pruisen in de Napoleontische oorlogen, de Frans-Pruisische Oorlog en de Eerste Wereldoorlog, en als ridderorde door nazi-Duitsland in de Tweede Wereldoorlog). De Pruisen verleenden de IJzeren Kruisen dus alleen voor moed en verdienste in de oorlogen tegen niet Duitsers. Van het Militair Kruis van Verdienste werd ook geen ridderkruis, grootkruis of ster verleend.

### Het Militair Kruis van Verdienste met het jaartal 1848
De eerste versies van het Mecklenburgse Militaire Kruis van Verdienste werden in 1848 en 1849 toegekend voor verdienste in de Eerste Oorlog om Schleeswijk-Holstein en in de onderdrukking van de Duitse revolutie van 1848-1849. De Mecklenburgse troepen werden in 1849 naar het in opstand gekomen groothertogdom Baden gestuurd, terwijl anderen in Sleeswijk-Holstein achterbleven.

### Het Militair Kruis van Verdienste met het jaartal 1859
In 1859 werden enkele Mecklenburgse waarnemers en Oostenrijkse officieren onderscheiden voor verdiensten tijdens de Tweede Italiaanse Oorlog van Onafhankelijkheid tussen Oostenrijk enerzijds en Frankrijk en Italië anderzijds. De Oostenrijkse officieren zullen de linten van hun Militair Kruis van Verdienste volgens de in Oostenrijk geldende dienstvoorschriften in de vorm van een driehoek hebben laten opmaken.

### Het Militair Kruis van Verdienste met het jaartal 1864

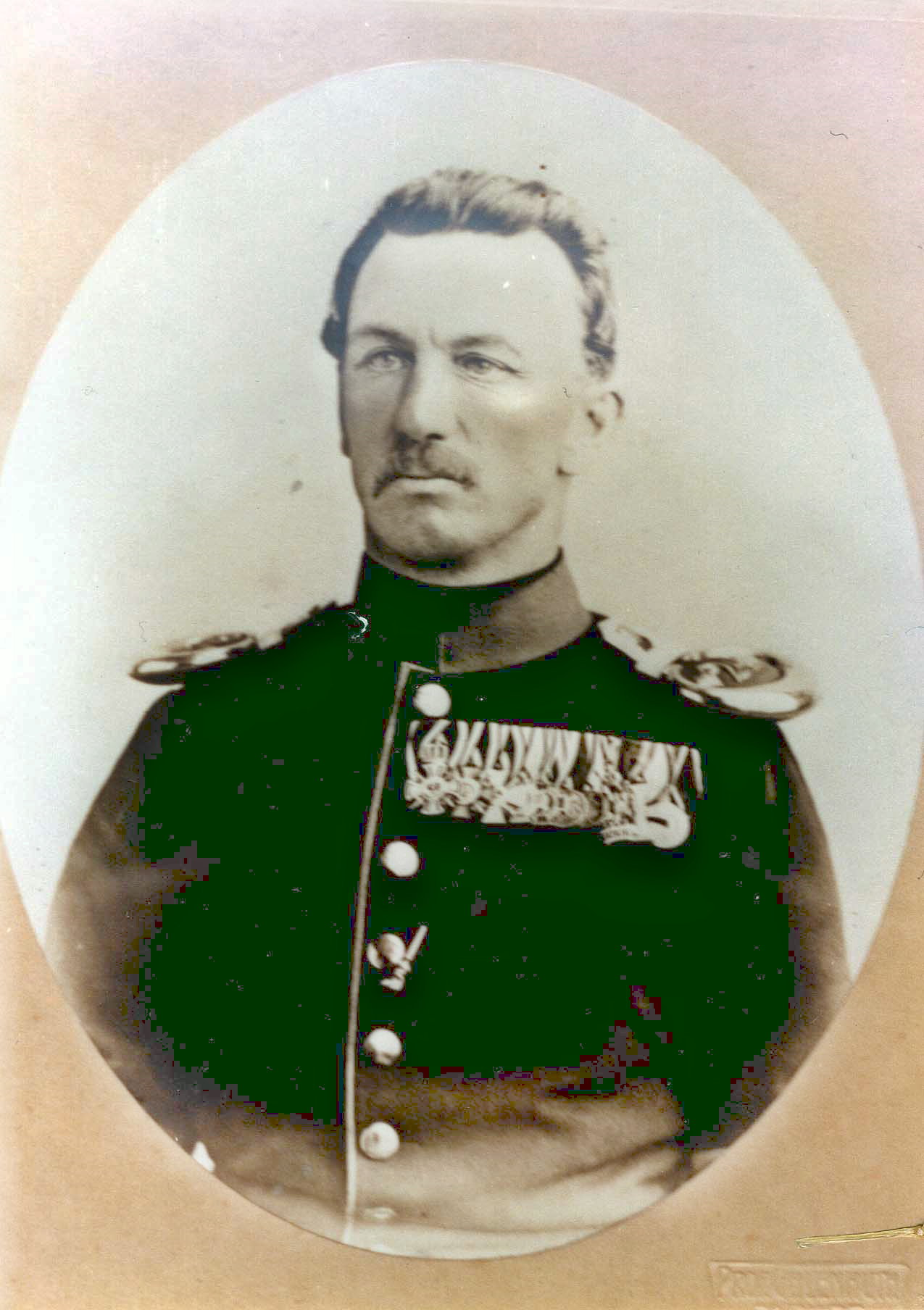
Generaal Otto Friedrich Ferdinand von Görschen met het Militair Kruis van Verdienste

De volgende versie was gedateerd 1864, en erkende verdiensten in de Tweede Oorlog van Schleswig-Holstein, ook wel de Tweede Duits-Deense Oorlog genoemd. Van dit kruis werden ook verguld bronzen kruisen der IIe Klasse vervaardigd. Deze kruisen zijn zeldzaam. Voor dames weren kruisen van massief goud geslagen, ook deze kostbare versierselen zijn zeldzaam. Mecklenburg-Schwerin de deelname aan de kant van Pruisen en andere Noord-Duitse staten in de Oostenrijks-Pruisische Oorlog leidde tot de volgende versie, gedateerd 1866.

### Het Militair Kruis van Verdienste met het jaartal 1866
In 1866 was Mecklenburg-Schwerin een bondgenoot van Pruisen in de oorlog tegen Oostenrijk en haar Duitse bondgenoten Hannover, Saksen, Nassau, Hessen, Beieren, Baden en Württemberg. In deze Duitse Oorlog die ook de Brüderkrieg werd genoemd vochten ook Mecklenburgse troepen.
Het 1. Großherzoglich Mecklenburgisches Dragoner-Regiment Nr. 17 stond onder Generalfeldmarschall Edwin von Manteuffel aan de Main.

### Het Militair Kruis van Verdienste met het jaartal 1870
Een kruis met het jaartal 1870 werd in een besluit van 24 december 1870 ten behoeve van de Frans-Duitse Oorlog, waar Mecklenburg troepen vochten als onderdeel van de 17. Divisie, ingesteld. In deze oorlog ontving een aantal officieren en soldaten zowel het IJzeren Kruis als het Militair Kruis van Verdienste.
Voor het eerst kon het Militair Kruis van Verdienste nu ook aan personen die niet aan het front hadden gestaan worden toegekend. Op 1 mei 1871 verordoneerde de Groothertog dat ook dames het Kruis der IIe Klasse konden ontvangen, zij zouden dat aan het lint van de Huisorde van de Wenden moeten dragen.
In de decreten van 1870 en 1871 werd nergens vermeld dat het Militair Kruis van Verdienste alleen voor de oorlog van 1870/71 bestemd was.

### Het Militair Kruis van Verdienste met het jaartal 1877
De volgende versie draagt de datum 1877. Dit kruis werd niet toegekend aan Mecklenburgers (met uitzondering van enkele militaire waarnemers), maar aan Russen en Roemenen die in de Russisch-Turkse Oorlog (1877-1878) vochten. Een aantal Duitse staten, vooral Mecklenburg-Schwerin, stond sympathiek tegenover de Russische en Roemeense regeringen. Er waren nauwe dynastieke verbindingen met beide staten. De grootmoeder van groothertog Frederik Frans II was groothertogin Elena Pavlovna van Rusland en de dochter van de groothertog was getrouwd met tsaar Alexander II van Rusland. Frederik Frans, de erfgenaam van de Mecklenburgse troon, zou in 1879 met groothertogin Anastasia Michajlovna van Rusland trouwen. De Roemeense koninklijke familie was een tak van het Huis Hohenzollern, de regerende huis van Pruisen en de nieuw opgerichte Duitse Rijk. Ook met de Hohenzollern waren de Wenden nauw verwant.

### Het Militair Kruis van Verdienste met het jaartal 1900
In 1900 had het Duitse Keizerrijk zich als internationale grootmacht laten gelden. Het land had koloniën verworven en het nam deel aan de Europese interventiemacht die de boxeropstand in China onderdrukte. Voor de betrokken militairen was een Militair Kruis van Verdienste met het jaartal 1900 beschikbaar.

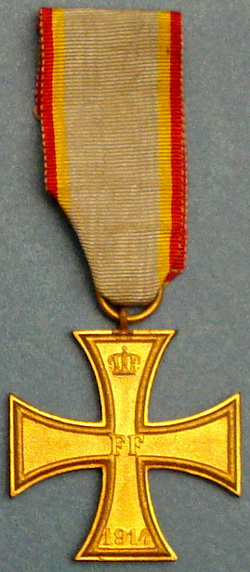
Mecklenburgisches Militärverdienstkreuz, het lint is vaak sterk verkleurd.

### Het Militair Kruis van Verdienste zonder jaartal
De niet gedateerde versie van het Militair Kruis van Verdienste werd na 1900 toegekend voor verdienste in de verschillende koloniale conflicten waarin het Duitse Keizerrijk in het eerste decennium van de 20e eeuw betrokken raakte. De stam van de Herero in de kolonie Duits-Zuidwest-Afrika was tegen de brute Duitse kolonisatie in opstand gekomen. Deze opstand werd bloedig neergeslagen waarbij een aantal Duitsers grote moed toonde in de strijd tegen guerrilla's van de Herero en andere stammen. De Duitsers pleegden een genocide op de Herero.

### Het Militair Kruis van Verdienste met het jaartal 1914
In de eerste dagen van augustus 1914 raakte Duitsland betrokken in wat de Eerste Wereldoorlog zou worden. Hoewel Mecklenburgse soldaten vanaf de eerste dagen in de Duitse legers vochten tegen België, Frankrijk, het Verenigd Koninkrijk en Rusland stelde Frederik Frans IV, groothertog van Mecklenburg-Schwerin pas op 28 februari 1915 een Militair Kruis van Verdienste met het jaartal "1914" op de keerzijde in. De nieuwe versie dateert uit 1914 maar werd met terugwerkende kracht tot het begin van de oorlog toegekend. tijdens de oorlog werden beide klassen van het Militair Kruis van Verdienste toegekend aan zowel Mecklenburgers als soldaten van andere Duitse staten en de Duitse bondgenoten. Na het aftreden van Friedrich Franz IV op 14 november 1918 was het Militair Kruis van Verdienste overbodig geworden omdat de nieuwe Weimarrepubliek geen orden en onderscheidingen in wenste te stellen. Toch werden de op het ministerie in Schwerin verzamelde voordrachten nog keurig afgedaan zodat men nog jarenlang kruisen bleef toekennen.Ook de Vrijstaat Mecklenburg stelde geen onderscheidingen, afgezien van een medaille voor het redden van drenkelingen en een onderscheiding voor de brandweer, in. Tijdens de Republiek van Weimar en in het Derde Rijk werd het Militair Kruis van Verdienste nog veel op uniformen gezien. In theorie mochten ook de eerste militairen van de Bundeswehr de onderscheiding dragen maar in de praktijk zullen de veteranen van de Eerste Wereldoorlog niet meer in de Bundeswehr hebben gediend. In de DDR werden de onderscheidingen van de vroegere Duitse staten niet toegestaan.

## Enige gedecoreerden
- Franz von Hipper
- Paul von Hindenburg
- Wilhelm II van Duitsland
- Rupprecht van Beieren
- Friedrich Hildebrandt
- Heinrich von Vietinghoff